# ウィリアム・ボークラーク (第8代セント・オールバンズ公爵)
第8代セント・オールバンズ公爵ウィリアム・ボークラーク（英語: William Beauclerk, 8th Duke of St Albans、1766年12月18日 – 1825年7月17日）は、イギリスの貴族。1787年から1816年までウィリアム・ボークラーク卿の儀礼称号を使用した。

## 生涯
第5代セント・オールバンズ公オーブリー・ボークラークとキャサリン・ポンソンビーの次男として、1766年12月18日に生まれた。
1782年にイギリス海軍に入隊、1788年に海軍大尉に昇進した。
1816年2月19日に甥にあたる第7代セント・オールバンズ公爵オーブリー・ボークラークが死去すると、セント・オールバンズ公爵の爵位を継承した。
1825年7月17日、セント・ジェームズ・スクエアの自宅で死去した。長男ウィリアム・オーブリーが爵位を継承した。

## 家族
1791年7月20日、シャーロット・セルウェル（Charlotte Thelwell、1797年10月19日没、ロバート・カーター・セルウェルの娘）と結婚したが、2人の間に子供はいなかった。1799年3月4日、マリア・ジャネッタ・ネルソープ（1822年1月17日没、ジョン・ネルソープの娘）と再婚、下記の子女を儲けた。
- マリア・アメリア（1800年 – 1873年7月9日） - 生涯未婚
- ウィリアム・オーブリー・ド・ヴィアー（1801年3月24日 – 1849年5月27日） - 第9代セント・オールバンズ公爵
- シャーロット（1802年4月4日 – 1842年8月12日） - 生涯未婚
- キャロライン・ジャネッタ（1804年6月28日 – 1862年8月22日） - 1825年7月14日、第6代エセックス伯爵アーサー・カペル（英語版）と結婚、子供あり
- ジョン・ネルソープ（1805年12月9日 – 1810年8月） - 早世
- ルイーサ・ジョージアナ（1806年12月28日 – 1843年2月18日） - 1835年12月28日、トマス・ハガン（Thomas Hughan）と結婚、子供あり
- フレデリック・チャールズ・ピーター（1808年6月28日 – 1865年11月17日） - 1848年2月16日、ジェマイマ・エレノーラ・ジョンストーン（Jemima Eleanora Johnstone、1877年10月14日没）と結婚、子供あり
- ジョージアナ（1809年 – 1880年1月8日） - 1829年2月10日、第2代準男爵モンタギュー・チャムリー（英語版）と結婚、子供あり
- メアリー・ノエル（1810年12月28日 – 1850年11月29日）
- ヘンリー（1812年6月23日 – 1856年1月22日） - 生涯未婚
- チャールズ（1813年10月10日 – 1861年11月2日） - 陸軍軍人。1842年9月7日、ローラ・マリア・テレサ・ストップフォード（Laura Maria Theresa Stopford、1858年9月29日没、エドワード・ストップフォードの娘）と結婚、子供あり。孫に第13代セント・オールバンズ公爵チャールズ・ボークラーク（英語版）がいる
- アメリアス・ウェントワース（1815年8月16日 – 1879年3月24日） - フランシス・マリア・ハリソン（Frances Maria Harrison、1910年11月9日没、チャールズ・ハリソンの一人娘）と結婚、子供あり
- ジョージ・オーガスタス（1818年12月14日 – 1880年1月3日） - 生涯未婚